# Tärnan, Södermanland
Tärnan är en sjö i Nynäshamns kommun i Södermanland och ingår i Tyresån-Trosaåns kustområde. Sjön har en area på 0,21 kvadratkilometer och ligger 30,3 meter över havet.

## Delavrinningsområde
Tärnan ingår i det delavrinningsområde (654617-162422) som SMHI kallar för Mynnar i havet. Medelhöjden är 39 meter över havet och ytan är 35,1 kvadratkilometer. Räknas de 6 avrinningsområdena uppströms in blir den ackumulerade arean 101,02 kvadratkilometer. Avrinningsområdets utflöde Muskån mynnar i havet. Avrinningsområdet består mestadels av skog (64 procent), öppen mark (13 procent) och jordbruk (19 procent). Avrinningsområdet har 0,21 kvadratkilometer vattenytor vilket ger det en sjöprocent på 0,6 procent.